# Dolichopus taiwanensis
Dolichopus taiwanensis är en tvåvingeart som först beskrevs av Zhang, Masunaga och Yang 2009.  Dolichopus taiwanensis ingår i släktet Dolichopus och familjen styltflugor.
Artens utbredningsområde är Taiwan. Inga underarter finns listade i Catalogue of Life.